# 土肥隆一
土肥 隆一（どい りゅういち、1939年2月11日 - 2016年1月22日）は、日本の牧師、政治家。衆議院議員（7期）を務めた。
世界宣教東京大会顧問。民主党では国のかたち研究会（通称：菅グループ）代表を務め、党倫理委員長などを歴任した。

## 経歴
1939年（昭和14年）、京城府（現：韓国、ソウル）に出生。福岡県立修猷館高等学校卒業、東京神学大学大学院修士課程修了。大学院修了後、日本基督教団所属の牧師として宗教活動を行う。
日本社会党所属の衆議院議員・河上民雄（河上丈太郎の子）の秘書をつとめた縁で、河上の引退後に地盤を引き継ぐ。所属政党は現在までに日本社会党（1990年 - 1995年）、民主改革連合（1995年 - 1998年）、民主党（1998年 - 2011年）。
民主改革連合では幹事長を務めた。社会党の中では右派であり、公認漏れとなった左派の岡崎宏美とは総選挙で4度にわたって争った。
2011年3月、竹島領有権放棄問題により民主党を離党表明し、離党届が受理された。2009年の政権交代で民主党政権が誕生して以降、民主党所属国会議員が民主党を離党したのは4人目。
2012年10月に民主党幹事長代行の安住淳の要請により、無所属のまま会派「民主党・無所属クラブ」に復帰。同年12月の第46回衆議院議員総選挙には出馬しないことを表明し、政界を引退した。
2014年4月、旭日重光章を受章。
生前は日本基督教団の現役の牧師として、理事長を務める社会福祉法人傘下の障害者支援施設「恵生園」（兵庫県朝来市）に併設された「和田山地の塩伝道所」で説教を行っていた。
2016年1月22日午後0時半、神戸市内の病院で死去。76歳没。歿後に正四位追叙。

## 人物

### 近隣諸国のために活動

#### キリスト教議員として
民主党の「憲法提言中間報告」が、将来の日本の国のかたちとして「一神教的な唯一の正義を振りかざすのではなく、多様性を受容する文化という点においては、日本社会に根付いた多神教的な価値観を大いに生かすことができる」と明記したことに対して、「こんなことを憲法論議の前提にすることは許されない。」と抗議して、撤回削除をさせた。

#### 選択的夫婦別姓制度
選択的夫婦別姓制度導入に賛同する。

#### 近隣諸国への取り組み
政治信条について「私はいつも韓国に負い目を感じている。そして、韓国社会のために何か貢献しなければならない、特に、日本の政府、日本国民が韓国民に対して何をなすべきか、何をなさないでいるのかを常に考えてきた。」としている
朝鮮学校無償化
- 外国人学校に対するいわゆる「差別」撤廃に古くから取り組んでおり、2003年には、神戸朝鮮高級学校の校長および神戸中華同文学校の校長とともに「外国人学校への差別撤廃と受験資格付与に関する公正な判断を促す要望書」を文部科学省に提出している[15]。
- 朝鮮学校の無償化に関しては、2010年3月19日に参議院議員会館で開かれた「高校実質無償化における朝鮮学校の取り扱いに関する勉強会」において、「日本社会に生活基盤を置く在日朝鮮人が民族のアイデンティティを求めて民族教育を行うことは当然のこと」であり[16]、「省令にまかせて闇の中で排斥[16]」されようとしているが、「良心的力学が働いて朝鮮学校にも当然無償化の手が差し伸べられると確信している」[16]と発言している。また、2010年4月29日に神戸朝鮮高級学校で開かれた公開授業を訪れた際には、「民族が違えばそれに合った民族教育が必要なのは当然のこと[17]」「アイデンティティーを求める民族教育は反日的なものではない。民族教育を受け止める社会作りが必要[17]」と主張している。
- 朝日新聞の「永住外国人の地方参政権」に関する質問に「賛成」と回答している。

韓国関連
- 2001年（平成13年）4月11日、「日本は反省しる！」のプラカードを持ちながら国会議事堂前で座り込む金泳鎮を議員会館の横に移動するよう促し、その場面を翌日の東亜日報が報道した。
- 2007年（平成19年）8月14日、日韓キリスト教議員連盟の日本側代表として「2007釜山−板門店−平壌（PPP）十字架大行進」に参加し、「日本人は天皇を現人神とする偶像崇拝の罪を犯し、韓国人にも偶像崇拝を強要しただけでなく、植民地や占領地に神社や神宮を立て参拝を強要した。過去を振り返り、われわれ日本人が犯した罪を主の名の下に告白し、謝罪する」と日本人への許しを請うが、韓国の金泳鎮元農林部長官らは「許しは被害者が加害者に与えられる最高の贈り物。祖先が受けた苦痛の記憶を忘れてはならないが、われわれがキリストの十字架精神をみせるとき、韓国と日本は本当に近い国になれるだろう」と述べるにとどまった[18]。
- 2009年11月28日、日韓キリスト教議員連盟の日本側会長として、韓国側会長の民主党・金泳鎮議員と共に韓国の国会で記者会見し、「バラク・オバマ米大統領が日本訪問の際、天皇に丁寧なお辞儀をしたのは、日本の右傾化を助長し、韓国及び東アジアの国民に苦痛を与えた行動である」と述べた。更に、「オバマ大統領はこの行為を謝罪し、立場を表明しなければならない」として、日韓両国議員連名でオバマ大統領に公開書簡を送ることを発表した[19]
- 2010年8月19日、日韓併合100年を契機に「植民地支配過程で被害にあった韓国人とその子孫たちに対して日本政府の十分な賠償を促す」ことを目的とした「韓日過去史の解決と未来に向けた平和議員会議」に民主党の斎藤勁衆議院議員・首藤信彦衆議院議員・相原久美子参院議員・今野東参院議員・那谷屋正義参院議員、日本共産党の山下芳生参院議員、社民党の阿部知子衆議院議員、社民党党首の福島瑞穂参議院議員、無所属の糸数慶子参議院議員らと出席し、自民党の加藤紘一衆議院議員の代理人も参加し、韓国の国会議員らとともに日本による韓国併合の違法性、戦後補償と慰安婦問題、在日韓国人の地方参政権問題などの解決方法について議論した[20][21]。その議論で土肥衆院議員は「20年間、国会議員をやっているが、果たして国会議員が継続して歴史問題、日韓の重荷をともに考える人材足りえるかとの疑問を持っている。さりとて、政治が解決しなければならない。これまでの日韓国会議員連盟は50年以上、何をやってきたのか。歴史的使命を果たしていない。そこをどう認識し、交流し、和解するのか。和解では日本人だけが一方的に「お許しください」というのではなく、韓国側も同じく和解しようという意思でやるべきだ。」と総括した[22]。
- 2011年2月25日、衆議院第1議員会館で今野東・石毛鍈子・阿部知子・笠井亮らと、韓国の国会人権フォーラム代表の黄祐呂議員らと協議会を開催。被害を受けたとする韓国人原告の側に立ち日本政府に責任を問う訴訟を行ってきた高木健一弁護士が主導したサハリン残留韓国人の補償と支援に向け、日韓の企業と政府が一定の基金を出し合い、財団を設立する案に合意した[23][24]。
- 2011年（平成23年）2月27日、日韓キリスト教議員連盟の日本側会長として、竹島領有権の放棄を日本側に求める下記の「日韓共同宣言」に署名し、韓国の国会で韓国の議員らと記者会見を行った。

3月9日になってこの事実は明らかになり、問題化した。土肥は第一報を報じた産経新聞の取材に対し「個人的には、竹島は日本の領土とは一概にはいえないのではと思っている」と語った。9日夜の首相ぶらさがり会見で、菅首相は土肥の行動に対し、「大変遺憾」と語った。土肥はマスコミ各社のインタビューを受けたが「個人的には竹島は日本の領土とは一概には言えないと思っている。日韓両国が互いに自国の領土と主張すれば、問題はいつまでも解決しない（朝日新聞）」、「（竹島は）政治的には日本の領土だが、話し合いはすべきだ（時事通信）」、「竹島は日本の領土との認識に変わりはないが、日韓双方の主張があり、韓国側の主張にも納得できる部分もある（読売新聞）」、「（竹島に関してはどのように?）それはもう、日本の領土ですよ。あの文章はやっぱりね、今読み直してみても、相当一方的だなということは感じるけれども。その場にのまれたっちゃあ、のまれたし。こんなにマスコミに取り上げられるとは思ってもみなかったからね。まぁ、うかつでした（FNN）」等の発言を行っている。この問題で2011年3月14日離党届けを出し、翌15日承認された。

### 思想
- 日本でキリスト教が伸びない理由について「日本にはいろいろな神々がいます。1つの神を選べないのです。日本でキリスト教が伸びないのは、1つの神を拝んだことがないためです。それが分からない。そして頑なに伝統的生き方、考え方を変えない。つまり今までどおりの生き方を変えない、頑固な民族なのです。」と分析している[34]。
- 神道については「神社神道はある種、自然宗教的つまり「神論」を持たない形式だけの宗教ですが、仲保者（神と人との仲介者、イエス・キリスト）がいません。あらゆる宗教つまり一神教・自然宗教・汎神論的世界に抵抗できるとすれば、一神教でありながらイエス・キリストを頂くキリスト教をおいてほかにないと思います」と述べている[35]。

### 交流
- 参議院議員の羽田雄一郎の結婚式の司式を務めた[36]。

## 主な所属団体・議員連盟
- 日朝国交正常化推進議員連盟（幹事）
- 日韓キリスト教議員連盟（会長）
- 人権問題を市民とともに考える議員連盟（会長）
- 新政局懇談会
- 日朝友好議員連盟
- 恒久平和のために真相究明法の成立を目指す議員連盟
- アムネスティ議員連盟
- 東アジア共同体議員連盟 （代行会長）[37]
- 民主党日韓議員交流委員会（副委員長）

## 選挙歴
| 当落                        | 選挙                   | 施行年 | 選挙区    | 政党         | 得票数  | 得票順位  | 比例代表         |
| --------------------------- | ---------------------- | ------ | --------- | ------------ | ------- | --------- | ---------------- |
| 当                          | 第39回衆議院議員総選挙 | 1990年 | 旧兵庫1区 | 日本社会党   | 121,436 | 9人中1位  |                  |
| 当                          | 第40回衆議院議員総選挙 | 1993年 | 旧兵庫1区 | 日本社会党   | 82,876  | 11人中3位 |                  |
| 当                          | 第41回衆議院議員総選挙 | 1996年 | 兵庫3区   | 民主改革連合 | 57,368  | 5人中1位  |                  |
| 当                          | 第42回衆議院議員総選挙 | 2000年 | 兵庫3区   | 民主党       | 66,547  | 5人中1位  |                  |
| 当                          | 第43回衆議院議員総選挙 | 2003年 | 兵庫3区   | 民主党       | 88,767  | 3人中1位  |                  |
| 当（比）                    | 第44回衆議院議員総選挙 | 2005年 | 兵庫3区   | 民主党       | 87,182  | 3人中2位  | 比例近畿ブロック |
| 当                          | 第45回衆議院議員総選挙 | 2009年 | 兵庫3区   | 民主党       | 102,350 | 6人中1位  |                  |
| 当選回数7回 （衆議院議員7） |                        |        |           |              |         |           |                  |